# Рооп Христофор Христофорович
Христофо́р Христофо́рович Ро́оп (нар. 1 (13) травня 1831, Мінська губернія, Російська імперія — пом. 1918, Петроград, Російська імперія) — державний та військовий діяч Російської імперії, генерал від інфантерії. Генерал-губернатор Одеси

## Життєпис
Христофор Рооп народився 1 травня 1831 у Мінській губернії у дворянській сім'ї. Військову службу по завершенню навчання у першому кадетському корпусі Санкт-Петербурга. Спочатку служив у звання гвардійського прапорщика, а у 1849 році отримав звання поручника «за хоробрість у боях з угорськими повстанцями». 1852 року Христофор Христофорович знову відправився до Санкт-Петербурга, щоб розпочати навчання у Миколаївській академії Генерального штабу. По закінченню навчального закладу з відзнакою Рооп отримав звання капітана і з того часу служив у Генеральному штабі.
Під час роботи у штабі Рооп брав участь у Кримській та російсько-турецькій 1877–1878 років війнах. Зокрема за участь в останній Христофор Христофорович був нагороджений орденом Святого Георгія третього ступеня та Гергіївською зброєю. У 1862 році підвищений у чин генерал-майора під час служби у Московському військовому окрузі, а після цього у 1-й гренадарській дивізії. У 1871 році Роопа підвищено у званні до генерал-лейтенанта і направлено головувати 6-м армійським корпусом.
У 1883 призначений тимчасовим генерал-губернатором Одеси. А у 1885 році вже у званні генерала від інфантерії призначений постійним генерал-губернатором.  У 1889 в Олександрівському парку за вказівкою Христофора Христофоровича відкрито дитячий майданчик. Хоча тоді генерал все ж критикував місцеву владу за велику увагу до зовнішніх прикрас:
Сади влаштовувати вмієте, а чисту білизну для хворих до міської лікарні доставляти не вмієте…— Христофор Христофорович Рооп
З 12 жовтня 1890 року Рооп став членом Державної ради, де відпрацював 27 років свого життя. Дата смерті Христофора Христофоровича точно невідома, але відомо, що станом на 1 травня 1918 року він був найстаршим генералом російської армії.

## Сім'я
Рооп був одружений з Варварою Олександрівною Озерською (1839–1867) від неї у генерала народилися син — Володимир та донька — Ольга. При народженні останньої Варвара Олександрівна померла. 1880 року військовий одружився з Марією Степанівною Шелашніковою, від якої у дворянина народилося двоє синів — Сергій та Христофор.